# San Pedro Arriba 4ta. Sección
San Pedro Arriba 4ta. Sección, även benämnd Cinco Reales, är en ort i kommunen Temoaya i delstaten Mexiko i Mexiko. Samhället, en avknoppning från huvudorten San Pedro Abajo, hade 909 invånare vid folkräkningen 2020.